# 聯合國安全理事會第662號決議
《联合国安全理事会第662号决议》（英語：United Nations Security Council Resolution 662）于1990年8月9日通过。决议回顾了安理會《第660号》和《第661号决议》，认定伊拉克以任何形式吞并科威特的行为是非法的。
安理会呼吁所有国家和国际组织不承认伊拉克吞并科威特领土的行为，进一步要求各国尽力避免可能构成以间接方式承认吞并行为的任何行动。安理会还要求伊拉克立即停止其在科威特的入侵行为，遵守之前的决议。